# Trzęsienie ziemi w Bu’in-Zahra (1962)
Trzęsienie ziemi w Bu’in-Zahra w 1962 – trzęsienie ziemi w Iranie, które pochłonęło co najmniej 12 225 ofiar.

## Trzęsienie ziemi
1 września 1962 roku w obszarze Bu’in-Zahra w prowincji Kazwin w Iranie doszło do trzęsienia ziemi o sile 7,1 stopni skali Richtera. Na skutek kataklizmu zginęło 12 225 osób, a 2 776 osób zostało rannych. Niewielkie uszkodzenia wystąpiły w stolicy kraju, Teheranie. Wstrząsy wywołały kilka osunięć ziemi. Tysiące ludzi zostało bez dachu nad głową.